# Kobicistat
Kobicistat je zdravilna učinkovina iz skupine farmakokinetičnih ojačevalcev, ki zavira encim, ki presnavlja določene učinkovine za zdravljenje okužbe z virusom HIV.
Je sestavina naslednjih zdravil:
- kot samostojna tableta samo s kobicistatom (pod tržnim imenom Tybost), ki se uporablja v protiretrovirusnih shemah zdravljenja z atazanavirjem ali darunavirjem; zdravilo je pridobilo dovoljenje za promet v EU septembra 2013;[2]
- kot sestavina štirikomponentnega kombiniranega zdravila Stribild (elvitegravir/kobicistat/emtricitabin/tenofovir), ki se uporablja v obliki ene tablete na dan za zdravljenje okužbe s HIV pri bolnikih, ki v preteklosti še niso bili zdravljeni z nobenim protiretrovirusnim zdravilom.[1][3][4] Kobicistat v tej kombinaciji podaljša učinek elvitegravirja, ker zavira njegovo presnovo prek inhibicihe encima CYP3A4.[5] Zdravilo je pridobilo dovoljenje za promet v EU maja 2013;[6]
- kot sestavina štirikomponentnega kombiniranega zdravila Genvoya (elvitegravir/kobicistat/emtricitabin/tenofovir alafenamid), ki se uporablja v obliki ene tablete na dan za zdravljenje okužbe s HIV pri bolnikih, starejših od 12 let. Zdravilo je pridobilo dovoljenje za promet v EU novembra 2015;[7]
- kot sestavina kombiniranega zdravila Rezolsta (darunavir/kobicistat), ki se v protiretrovirusnih shemah zdravljenja pri bolnikih s HIV, ki predhodno še niso bili zdravljeni. Zdravilo je pridobilo dovoljenje za promet v EU novembra 2014;[8]
- kot sestavina kombiniranega zdravila Evotaz (atazanavir/kobicistat), ki je pridobilo dovoljenje za promet v EU julija 2015.[9]